# وضعیت بازی (فیلم)
وضعیت بازی (به انگلیسی: State of Play) فیلمی در ژانر تریلر سیاسی محصول سال ۲۰۰۹ ایالات متحدهٔ آمریکا به کارگردانی کوین مک‌دانلد و نویسندگی ماتیو مایکل کارنهان، تونی گیلروی و بیلی ری است. این فیلم اقتباسی از مجموعهٔ تلویزیونی معروفی با همین نام است که در سال ۲۰۰۳ از شبکه بی‌بی‌سی پخش شد. در این فیلم بازیگرانی همچون راسل کرو، بن افلک، ریچل مک‌آدامز، هلن میرن، جیسون بیتمن و رابین رایت ایفای نقش کرده‌اند.
راسل کرو در این فیلم نقش کال مک‌آفری را که یک روزنامه‌نگار است، بازی می‌کند. داستان فیلم حول تلاش‌های کال برای پرده‌برداشتن از راز قتل معشوقه سناتور آمریکایی که نقش آنرا بن افلک بازی می‌کند شکل می‌یابد. درونمایه فیلم بررسی نقش بی‌طرفی در کارهای خبرنگاری و رابطهٔ بین سیاستمداران و رسانه‌هاست.

## بازیگران و شخصیت‌ها
- راسل کرو (کال مک‌آفری، روزنامه‌نگار)
- بن افلک (رپ. استفن کالینز)
- ریچل مک‌آدامز (دلا فرای)
- رابین رایت
- هلن میرن (کامرون لین)
- جیسون بیتمن (دومونیک فوی)

## جزئیات
- کارگردان فیلم کارگردان سه‌گانه بورن نیز هست.
- شعار فیلم: حقیقت را پیدا کن.